# Nicolas Pays
Nicolas Pays (* 7. Juli 2003 in Le-Puy-en-Velay) ist ein französischer Fußballspieler, der aktuell beim HSC Montpellier in der Ligue 1 spielt.

## Karriere
Pays begann seine fußballerische Ausbildung bei der US Blazovy, für die er bis 2015 spielte. Anschließend wechselte er zum größten Verein seines Geburtsort, Le Puy Foot. Nach drei Jahren dort schloss er sich dem Centre de Formation von Clermont Foot an. 2020/21 spielte er dort seine ersten beiden Partien für die A-Junioren in der U19-Liga. In der Saison 2021/22 spielte er sowohl dort als auch für das fünftklassige Zweitteam der Herren. Nach einem weiteren Jahr bei Clermont wechselte er im Sommer 2023 zum Viertligisten und zu seinem ehemaligen Jugendverein Le Puy Foot zurück. Dort schoss er in seiner ersten Ligasaison fünf Tore in 21 Einsätzen. Zudem kam er mit dem Team im Pokal bis ins Viertelfinale, wo man gegen Stade Rennes ausschied. Dort spielte Pays siebenmal, schoss zwei Tore und bereitete einen Treffer vor. In der Hinrunde der Spielzeit 2024/25 schoss er für Le Puy insgesamt sechs Tore in 21 Liga- und Pokalspielen.
Ende Januar 2025 wurde er vom abstiegsbedrohten Erstligisten HSC Montpellier verpflichtet. Sein Ligue-1-Debüt für die Profimannschaft gab er am 9. Februar 2025 (21. Spieltag), nachdem er 0:2-Niederlage gegen Racing Straßburg eine halbe Stunde vor Abpfiff eingewechselt wurde.